# Équipe d'Afrique du Sud féminine de rugby à sept
L'équipe d'Afrique du Sud féminine de rugby à sept est l'équipe qui représente l'Afrique du Sud dans les principales compétitions internationales de rugby à sept au sein de la Série mondiale et de la Coupe du monde de rugby à sept.

## Histoire
En marge des Sevens World Series, compétition masculine majeure organisant plusieurs tournois de rugby à sept pendant la saison, la Women's Sevens Challenge Cup (en) est créée en tant qu'équivalent en catégorie féminine ; l'Afrique du Sud est invitée à deux des trois tournois la composant, à Dubaï puis à Londres.

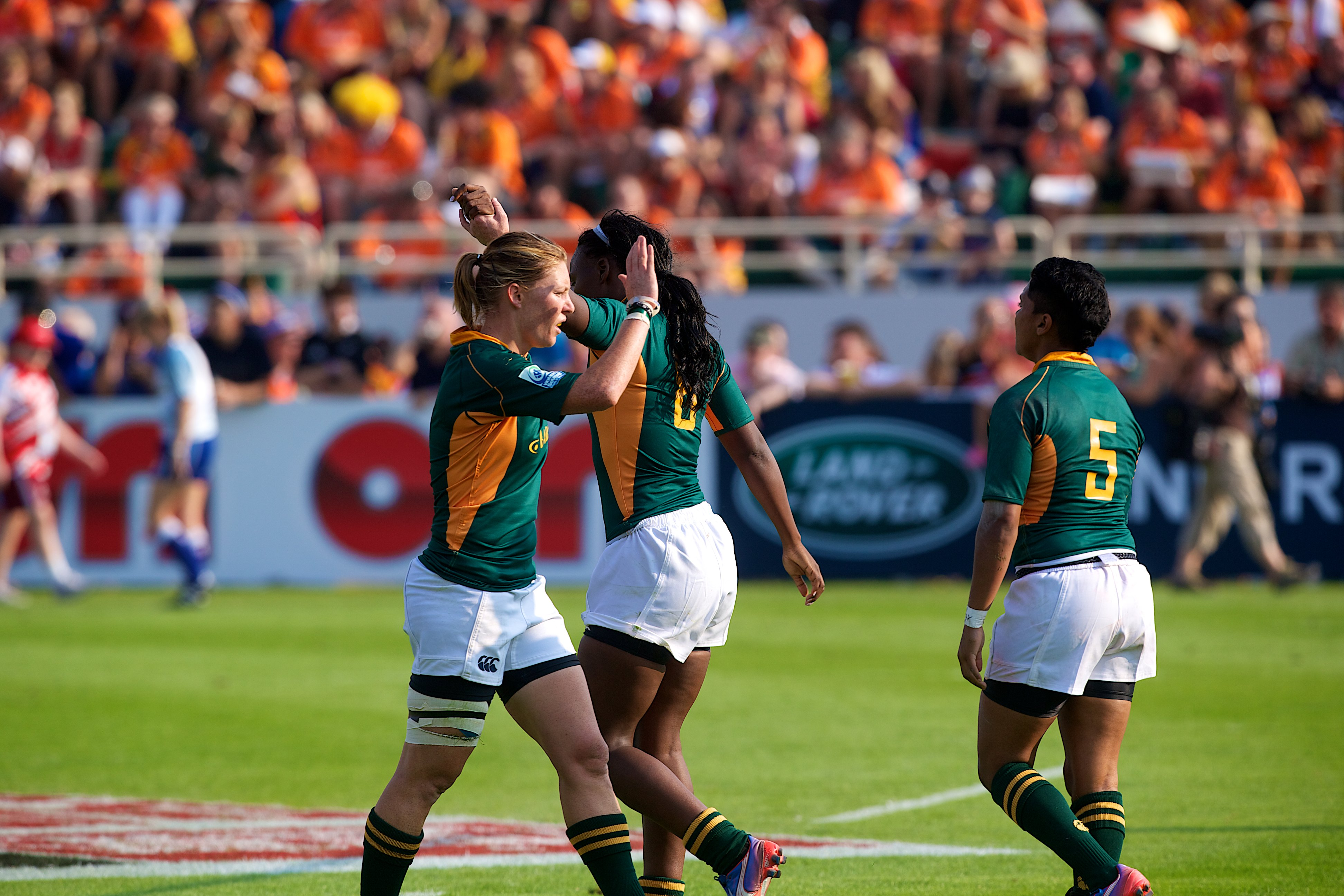
Joueuses de l'équipe d'Afrique du Sud pendant le tournoi de Dubaï des séries mondiales 2012-2013.

Un an plus tard, alors que s'ouvre la première édition de la série mondiale féminine pendant la saison 2012-2013 (en), la sélection sud-africaine prend part à la compétition en tant qu'équipe invitée pour trois des quatre tournois,,,,. Après avoir remporté la médaille d'argent à l'issue du tournoi de Dubaï (en), les Sud-Africaines terminent à la 8e place du classement général,.
Pour la saison 2014-2015 (en), l'Afrique du Sud remporte le statut d'équipe permanente après s'être classée quatrième du tournoi qualificatif de Hong Kong. Ainsi, elle obtient le droit de disputer chacun des tournois des séries mondiales,.
Au niveau continental, l'Afrique du Sud est sacrée championne d'Afrique à presque chacune des éditions depuis la création du tournoi. En effet, depuis l'édition inaugurale de 2006 à celle de 2014, les Sud-Africaines sont sacrées sauf en 2012 où elles ne concourraient pas.
L'année suivante, elles gagnent notamment le championnat africain de 2015, qui fait également office de tournoi qualificatif pour les Jeux olympiques de 2016. Pourtant, le Comité olympique sud-africain (SASCOC) décide de ne pas valider la qualification de l'équipe sud-africaine ; en effet, les règles du comité impliquent qu'une qualification olympique ne peut pas se faire par le biais d'une compétition continentale, estimant que le niveau de ce type de rencontres sportives n'est pas suffisamment élevé et donc pas assez révélateur du niveau de l'équipe qualifiée. Dans le cas du rugby à sept, le seul moyen d'accéder aux Jeux olympiques est donc de se qualifier en finissant aux quatre premières places des séries mondiales, ce qu'a fait l'équipe masculine, mais pas la féminine. Cette décision de la SASCOC est prise indépendamment de la volonté de World Rugby, instance internationale du rugby, et de la SA Rugby, fédération sud-africaine de rugby,.
En 2016 et 2017, l'équipe gagne à nouveau le championnat d'Afrique. En sa qualité de champion continental, elle est invitée au tournoi de Dubaï de l'année ultérieure dans le cadre des séries mondiales. Elle déclare néanmoins forfait pour l'édition 2018 (en), afin de se consacrer à la préparation pour la Coupe du monde disputée deux mois plus tard.
Pour la première fois de l'histoire des Jeux du Commonwealth, l'épreuve de rugby à sept se décline en 2018 au féminin : l'Afrique du Sud fait partie des huit équipes nationales disputant cette édition inaugurale. À l'issue de la compétition, les Sud-Africaines se classent à la 8e et dernière place.
En novembre 2019, le comité olympique sud-africain révoque sa politique empêchant la qualification olympique via un tournoi continental ; néanmoins, cette décision intervient trop tardivement dans le processus de qualification en vue des Jeux olympiques de 2020, l'identité du représentant du continent africain étant déjà arrêtée.

## Palmarès
- Coupe du monde de rugby à sept :
  - Demi-finaliste : 2009.

- Série mondiale féminine de rugby à sept :
  - Tournoi féminin de Dubaï de rugby à sept :
    - Finalistes : 2012 (en).

- Championnat d'Afrique féminin de rugby à sept :
  - Championne : 2006, 2007, 2008, 2009, 2010, 2011, 2013, 2014, 2015 (en), 2016 (en), 2017 (en), 2019 (en), 2022 (en), 2023 (en), 2024 (en).